# Leucospis aequidentata
Leucospis aequidentata  (лат.) — вид паразитических наездников рода Leucospis из семейства Leucospidae (Chalcidoidea, отряд Перепончатокрылые насекомые).

## Распространение
Китай (Fujian, Guangdong, Hubei, Hunan).

## Описание
Относительно крупные хальцидоидные наездники, длина 8—17 мм. Основная окраска чёрная, с несколькими жёлтыми отметинами на скапусе усика, ногах и брюшке.  
Пронотум с отчётливыми дискальным, маргинальным и премаргинальным килями. 
Задние ноги с утолщенными и сильно изогнутыми бедрами и голенями. Усики 13-члениковые. Нижнечелюстные щупики 4-члениковые, нижнегубные щупики состоят из 3 сегментов.

## Биология
Отмечены в июле. Предположительно, как и другие виды своего рода, эктопаразитоиды пчелиных Apoidea.

## Систематика
Включён в состав видовой группы Leucospis elegans. Впервые описан в 2017 году китайскими энтомологами. 